# Open365
Open365 — бесплатный онлайновый офисный пакет на базе LibreOffice Online. Свободная альтернатива Microsoft 365, которая позволяет редактировать или создавать документы в Интернете.
Open365 может синхронизировать документы либо с облачным хранилищем, либо между устройствами, где установлен клиент.
При регистрации у пользователя создается почтовый ящик вида ххх@open365.io и предоставляется 20GB облачного хранилища.
C апреля по декабрь 2016 года проводилось открытое бета-тестирование на сайте open365.io. Любой желающий мог попробовать Open365 как в браузере, так и через клиентское приложение для Windows, Mac, Linux и Android.
Теперь для использования необходимо установить собственный Open365-сервер.

## Дополнительные функции
- работа в группах
- чат
- почта
- список дел
- календарь[3]

## В настоящее время

### Оригинал
jcarlosn commented on Nov 27, 2017
This project has been discontinued because Telefónica (spanish Telco) decided to stop supporting it's development.
Open365 was developed by a Spanish company, acquired by Telefónica, later business reasons led to cut the funds for the project.

If anyone is interested in continuing this project can email me at jcarlos.norte@gmail.com I was the main developer and CTO of Open365 and I'll be glad to help.

### Перевод
jcarlosn прокомментировал это 27 ноября 2017 года
Этот проект был прекращен из-за того, что Telefónica (испанская телекоммуникационная компания) решила прекратить поддерживать его разработку.
Open365 был разработан испанской компанией, приобретенной Telefónica, позже деловые соображения привели к сокращению финансирования проекта.

Если кто-то заинтересован в продолжении этого проекта, может написать мне по адресу jcarlos.norte@gmail.com Я был главным разработчиком и техническим директором Open365 и буду рад помочь.